# Fabrizio Lucci
Fabrizio Lucci (Roma, 30 luglio 1961) è un direttore della fotografia italiano. Ha lavorato in numerosi progetti televisivi e cinematografici. In televisione esordisce nel 1996 con la serie televisiva italiana Dio vede e provvede. Tra i suoi lavori più famosi troviamo Don Matteo, Coco Chanel e Immaturi.

## Filmografia

### Cinema
- Barbara, regia di Angelo Orlando (1998)
- Un bugiardo in paradiso, regia di Enrico Oldoini (1998)
- Tutti gli uomini del deficiente, regia di Paolo Costella (1999)
- L'amore fa male, regia di Mirca Viola (2011)
- Immaturi, regia di Paolo Genovese (2011)
- Immaturi - Il viaggio, regia di Paolo Genovese (2012)
- Una famiglia perfetta, regia di Paolo Genovese (2012)
- Bianca come il latte, rossa come il sangue, regia di Giacomo Campiotti (2013)
- Un fantastico via vai, regia di Leonardo Pieraccioni (2013)
- Tutta colpa di Freud, regia di Paolo Genovese (2014)
- Fratelli unici, regia di Alessio Maria Federici (2014)
- Il professor Cenerentolo, regia di Leonardo Pieraccioni (2015)
- Sei mai stata sulla Luna?, regia di Paolo Genovese (2015)
- Uno anzi due, regia di Francesco Pavolini (2015)
- Tutte lo vogliono, regia di Alessio Maria Federici (2014)
- Perfetti sconosciuti, regia di Paolo Genovese (2016)
- Per sempre, regia di Paolo Genovese – cortometraggio (2016)
- The Place, regia di Paolo Genovese (2017)
- Se son rose, regia di Leonardo Pieraccioni (2018)
- Per tutta la vita, regia di Paolo Costella (2021)
- Il sesso degli angeli, regia di Leonardo Pieraccioni (2022)
- Vicini di casa, regia di Paolo Costella (2022)
- Il primo giorno della mia vita, regia di Paolo Genovese (2023)
- Pare parecchio Parigi, regia di Leonardo Pieraccioni (2024)
- Una terapia di gruppo, regia di Paolo Costella (2024)
- Follemente, regia di Paolo Genovese (2025)

### Televisione
- Dio vede e provvede, regia di Enrico Oldoini e Paolo Costella – serie TV (1996)
- Nuda proprietà vendesi, regia di Enrico Oldoini – film TV (1997)
- Il commissario Raimondi, regia di Paolo Costella – miniserie TV (1998)
- Don Matteo – serie TV, 7 episodi (2000-2004)
- Onora il padre, regia di Gianpaolo Tescari – miniserie TV (2001)
- Il lato oscuro, regia di Gianpaolo Tessari – miniserie TV (2001)
- Il destino ha quattro zampe, regia di Tiziana Aristarco – film TV (2002)
- Maria Goretti, regia di Giulio Base – film TV (2003)
- Rita da Cascia, regia di Giorgio Capitani – miniserie TV (2004)
- Meucci - L'italiano che inventò il telefono, regia di Fabrizio Costa – miniserie TV (2005)
- Sacco e Vanzetti, regia di Fabrizio Costa – miniserie TV (2005)
- Giovanni Paolo II (Pope John Paul II), regia di John Kent Harrison – miniserie TV (2005)
- Chi siete venuti a cercare, regia di Giulio Base – film TV (2006)
- Nati ieri – serie TV, 9 episodi (2006-2007)
- Guerra e pace, regia di Robert Dornhelm – miniserie TV (2007)
- Coco Chanel, regia di Christian Duguay – miniserie TV (2008)
- Ho sposato uno sbirro – serie TV, 2 episodi (2008)
- L'isola dei segreti - Korè, regia di Ricky Tognazzi – miniserie TV (2009)
- Sant'Agostino, regia di Christian Duguay – miniserie TV (2010)
- Sotto il cielo di Roma, regia di Christian Duguay – miniserie TV (2010)
- Cenerentola, regia di Christian Duguay – miniserie TV (2011)
- Anna Karenina, regia di Christian Duguay – miniserie TV (2013)
- Non è mai troppo tardi, regia di Giacomo Campiotti – miniserie TV (2014)
- C'era una volta Studio Uno, regia di Riccardo Donna – miniserie TV (2017)
- Immaturi - La serie – serie TV (2018)
- Il mondo sulle spalle, regia di Nicola Campiotti – film TV (2019)
- Ognuno è perfetto, regia di Giacomo Campiotti – miniserie TV (2019)
- Studio Battaglia – serie TV (2022-2024)
- Vivere non è un gioco da ragazzi – serie TV (2023)
- I leoni di Sicilia – serie TV (2023)
- Le indagini di Lolita Lobosco – serie TV (2024)
- Rocco Schiavone – serie TV (2025)